# Кремлёв, Анатолий Николаевич
Анатолий Николаевич Кремлёв (8 [20] мая 1859, Казань — 25 декабря 1919, Петроград) — русский писатель, поэт, журналист, критик, театральный и общественный деятель.

## Биография
Родился в Казани 8 (20) мая 1859 года в семье гимназического преподавателя (позднее — профессора римского права и ректора Казанского университета) Н. А. Кремлёва; был первым ребёнком.
По окончании 2-й казанской гимназии Кремлёв учился на юридическом факультете Казанского университета, но окончил юридический факультет Императорского Санкт-Петербургского университета (1877—1880).
Любил театр и играл в провинции трагические роли, преимущественно шекспировского репертуара; выступал на петербургских частных сценах. В 1883—1884 годах был даже антрепренёром Волковского театра в Ярославле, когда тот был выкуплен городскими властями.
Занимал должность мирового судьи в Казани. С конца 1880-х годов жил в Петербурге. Служил мировым судьёй и, одновременно, на частных петербургских сценах играл (без особого успеха) роли преимущественно Шекспировского репертуара. С 1893 года — присяжный поверенный.
В марте 1895 года представил в Петербургскую городскую думу проект общественного театра, отклоненный из-за отсутствия средств на его осуществление.
Публиковал публицистические статьи и стихотворения в «Русской мысли», «Новостях», «Неделе» и др. Отдельно вышли: «Драматический гений А. С. Пушкина», публичная лекция (Казань, 1881); «О тени отца Гамлета и шекспировской трагедии» (Казань, 1881); «Газета — явление общественное», комедии (Казань, 1881), трагедия в стихах «Король Даниил» (Казань, 1888); а также стихотворные сборники: «Избранные стихотворения» (Казань, 1887), «Песни Старого и Нового Света» (Санкт-Петербург, 1910) и др. Были изданы брошюры по творчеству У. Шекспира, А. С. Пушкина, Н. В. Гоголя; статьи по проблемам перевода, по русско-английским литературным связям. В 1908 году его историческая хроника на ветхозаветный сюжет «Давид, царь Иудейский», вызвавшая резко отрицательный отзыв М. О. Гершензона в связи с «полным отсутствием каких бы то ни было проблесков искусства», не была разрешена к представлению духовной цензурой.
В 1897 году — секретарь Всероссийского съезда сценических деятелей. Стал одним из основателей и был деятельным членом англо-русского литературного общества в Лондоне. Участник 1-го Всероссийского съезда по образованию женщин (1912—1913).
После Февральской революции 1917 года как юрист он участвовал в освобождении политзаключённых в Петрограде. После 1917 года был членом районного Совета рабочих и солдатских депутатов в Петрограде.
Умер 29 декабря 1919 года от истощения и сыпного тифа.